# Agenția Națională pentru Prestații Sociale
Agenția Națională pentru Prestații Sociale (ANPS) este un organ de specialitate al administrației publice centrale din România, aflat în subordinea Ministerului Muncii, Familiei și Protecției Sociale.
Agenția are ca scop administrarea și gestionarea prestațiilor sociale acordate de la bugetul de stat într-un sistem unitar de plată.
ANPS urmărește să contribuie la creșterea calității vieții beneficiarilor prin simplificarea procedurilor de stabilire a dreptului la prestații sociale și de plată propriu-zisă.
De asemenea, Agenția urmărește să asigure egalitatea de tratament și oportunități egale pentru fiecare cetățean.
Prestațiile gestionate de agenție sunt:
Alocații familiale
1. Alocația de stat pentru copii
2. Alocația familială complementară
3. Alocația de susținere pentru familia monoparentală
4. Alocația de plasament familial
5. Indemnizația pentru creșterea copilului
6. Stimulentul lunar (se acordă în perioadele în care beneficiarii indemnizației pentru creșterea copilului realizează venituri profesionale supuse impozitului pe venit, situație în care plata indemnizației se suspendă)
7. Alocația pentru copiii nou-născuți
8. Trusoul pentru nou-născuți
9. Sprijinul financiar la constituirea familiei

Ajutoare sociale
1. Ajutorul social lunar (venitul minim garantat)
2. Ajutorul de urgență (pentru familiile sau persoanele care se află în situații de necesitate datorate calamităților naturale, incendiilor, accidentelor, precum și altor situații deosebite stabilite prin lege)
3. Ajutorul financiar (pentru persoanele și familiile acestora aflate în extremă dificultate în urma stării de sănătate sau a altor cauze justificate)
4. Ajutorul în caz de deces (pentru beneficiarul de ajutor social sau un membru al familiei beneficiarului de ajutor social)
5. Ajutorul pentru încălzirea locuinței
6. Ajutorul suplimentar pentru încălzirea locuinței
7. Ajutorul bănesc pentru achiziționarea de centrale termice individuale
8. Ajutorul bănesc pentru achiziționarea de arzătoare automatizate
9. Ajutorul pentru persoanele cu afecțiuni de sănătate deosebit de grave acordat pentru tratament medical și intervenții medicale în străinătate
10. Ajutorul rambursabil pentru refugiați

Indemnizații
1. Indemnizația lunară pentru adulții cu handicap grav și accentuat
2. Bugetul personal complementar pentru adulții cu handicap grav, accentuat și mediu
3. Indemnizația lunară pentru adultul cu handicap vizual grav (destinată plății însoțitorului)
4. Alocația lunară de hrană pentru copiii cu handicap de tip HIV/SIDA
5. Indemnizația lunară de hrană pentru copiii și adulții infectați cu HIV sau bolnavi de SIDA
6. Indemnizația/ajutorul pentru creșterea copilului cu handicap, acordată în funcție de condițiile legii